# Rana Sultan
Rana Sultan (Amán, 9 de abril de 1977) es una actriz, periodista y presentadora jordana.

## Biografía
Tiene una licenciatura en periodismo y medios de comunicación, mención en radio y televisión, y una especialización en lengua francesa por la Universidad de Yarmouk en Jordania, graduándose en 2000.
Está casada con el político Bishr Hani Al-Khasawneh y tiene tres hijos.

## Carrera
En la universidad inició su entrenamiento práctico con un grupo de estudiantes en el edificio de radio y televisión, con la directora Victoria Omeish trabajando en el programa Yassaad Sabah (Buenos días) y luego con Aseel Khreisha fue presentadora del programa. Participó en diversos programas de televisión, como "Invitación muy especial" (دعوة خاصة جدا عام) en 2000, "Todos los árabes" (كل العرب) de 2000 a 2003, "Hawa Hawaya" (الهوا هواي) en 2002 y "Nuevo día" (يوم جديد) entre otros.
Presentó el Festival de la Canción Árabe, programas para la Red de Radio y Televisión Árabe (ART) en ART Teenz titulado"CineCity" y cuando regresó de Estados Unidos la contactaron para trabajar en el programa Yassaad Sabah (Buenos días), comenzando en 2005. Durante este periodo presentó "Ramadán con nosotros más dulce", la celebración del cumpleaños del rey, además de varios actos oficiales, entre ellos el Festival de Gerasa.
Protagonizó la película jordana "Capitán Abu Raed" en 2007, y recibió el Premio a la Mejor Actriz en el Festival de Newport Beach en California en 2008.
En Ramadán 2019, presentó el programa de Noches de Ramadán en la televisión jordana.